# Fred Wilson (artista)
Fred Wilson (nascut el 1954) és un artista estatunidenc. Ell mateix es descriu com un descendent d'africans, natius americans europeus i amerindis (African, Native American, European and Amerindian). Wilson va rebre un "genius grant" de la MacArthur Foundation el 1999 i el premi de la Larry Aldrich Foundation Award el 2003. Wilson representà els Estats Units a la Biennial del Caire el 1992 i a la Biennale de Venècia el 2003.
Wilson està representat per la Pace Gallery de Nova York.
Com artista i activista polític, els temes de Wilson són la justícia social i el seu medi en la museologia. A la dècada de 1970 treballà com educador de museu a l'American Museum of Natural History, el Metropolitan Museum of Art i l'American Crafts Museum.

## Algunes exposicions
- 2003 American Representative, United States Pavilion, 50th Biennale de venècia, Itàlia
- 2001 "Fred Wilson, Objects and Installations 1979-2000," Studio Museum in Harlem, New York, NY; Chicago Cultural Center, Chicago, IL
- 1995 Collectibles, Metro Pictures Gallery, New York, NY
- 1994 Insight: In Site: In Sight: Incite - Memory, Artist and the Community: Fred Wilson, South Eastern Center for Contemporary Art, Winston-Salem, NC
- 1993 "The Spiral of Art History," Indianapolis Museum of Art, Indianapolis, IN
- 1992-3 "Mining the Museum: An Installation by Fred Wilson," The Contemporary & Maryland Historical Society, Baltimore, MD
- 1992 "Panta Rhei: A Gallery of Ancient Classical Art," Metro Pictures, New York, NY
- 1991 Primitivism: High & Low, Metro Pictures, New York, NY[1]